# Universiteit van Californië - Santa Cruz
De Universiteit van Californië - Santa Cruz (Engels: University of California, Santa Cruz; afgekort UC Santa Cruz of UCSC) is een Amerikaanse openbare onderzoeksuniversiteit in de Californische kustplaats Santa Cruz. De UCSC is een van de tien universiteiten die deel uitmaken van het Universiteit van Californië-systeem.
Enkele bekende (ex-)medewerkers zijn Angela Davis (filosofe en politiek activiste), bell hooks (schrijfster, professor en activiste), Tom Lehrer (wiskundige, beter bekend als satirisch zanger-tekstdichter) en David Huffman (informaticus).

## Zie ook

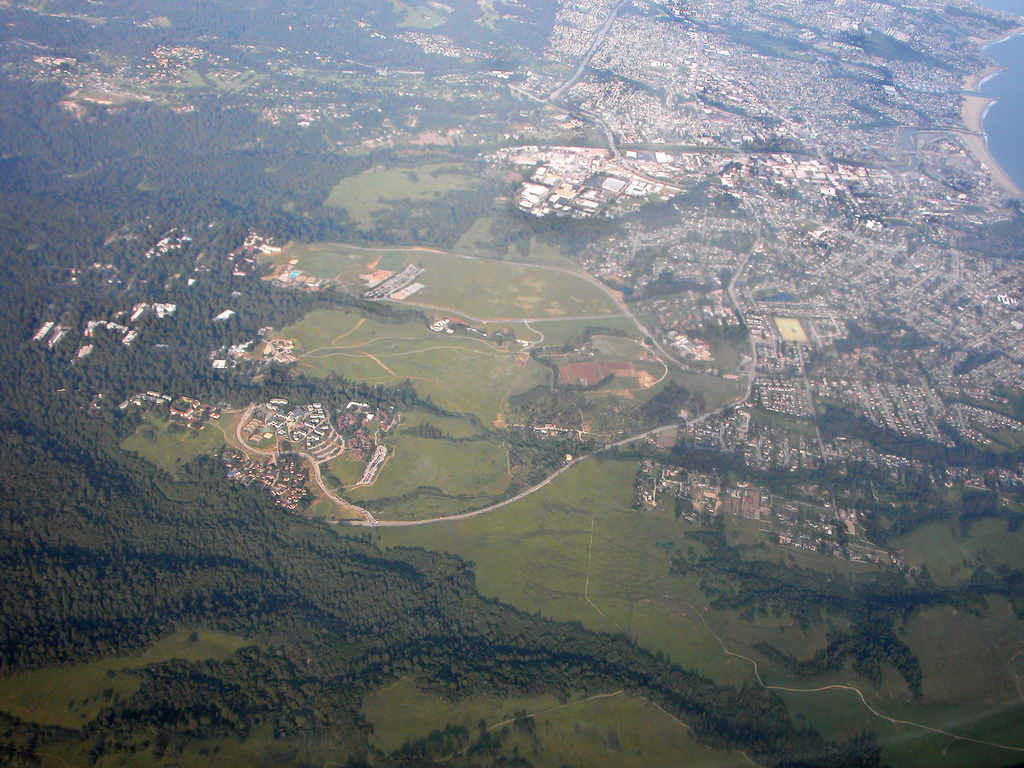
Luchtfoto van de UCSC, links, half in het bos